# Kraśne (rejon grodzieński)
Kraśne – dawny zaścianek, obecnie uroczysko. Tereny, na których był położony, leżą obecnie na Białorusi, w obwodzie grodzieńskim, w rejonie grodzieńskim, w sielsowiecie Porzecze.

## Historia
W latach 1921–1939 zaścianek leżał w Polsce, w województwie białostockim, w powiecie grodzieńskim, w gminie Porzecze.
Według Powszechnego Spisu Ludności z 1921 roku zamieszkiwało tu 59 osób, wszystkie były wyznania rzymskokatolickiego i zadeklarowały polską przynależność narodową. Było tu 8 budynków mieszkalnych.
Miejscowość należała do parafii rzymskokatolickiej w Porzeczu. Podlegała pod Sąd Grodzki w Druskiennikach i Okręgowy w Grodnie; właściwy urząd pocztowy mieścił się w Porzeczu.
W wyniku napaści ZSRR na Polskę we wrześniu 1939 miejscowość znalazła się pod okupacją sowiecką. 2 listopada została włączona do Białoruskiej SRR. 4 grudnia 1939 włączona do nowo utworzonego obwodu białostockiego. Od czerwca 1941 roku pod okupacją niemiecką. 22 lipca 1941 r. włączona w skład okręgu białostockiego III Rzeszy. W 1944 miejscowość została ponownie zajęta przez wojska sowieckie i włączona do obwodu grodzieńskiego Białoruskiej SRR. 